# Final de la Copa Africana de Naciones 2004

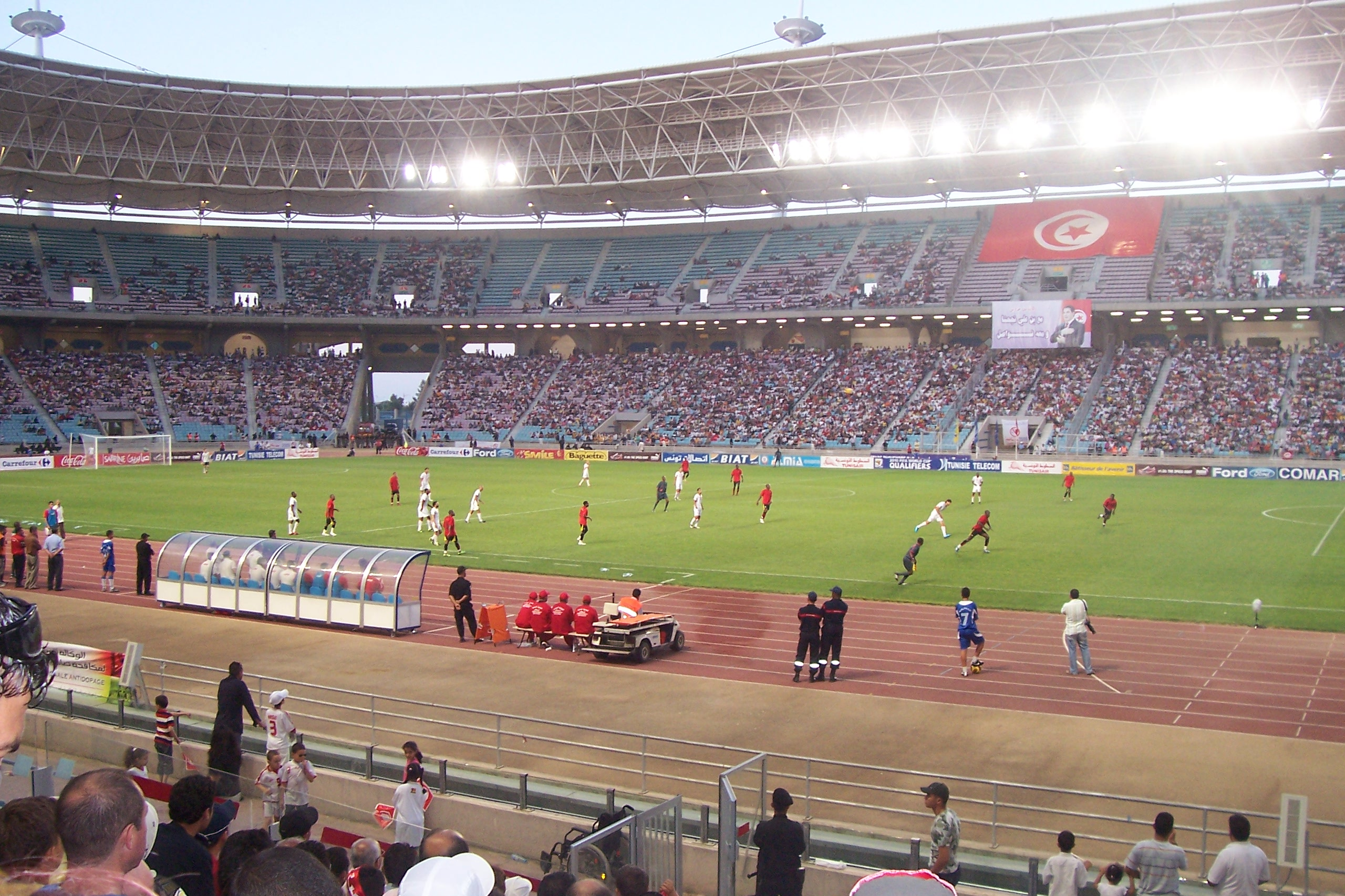
Fue en el Estadio Olímpico de Radès donde después de 2 intentos fallidos para proclamarse campeón de África, Túnez consigue la corona en su casa.

La final de la Copa Africana de Naciones de 2004 fue jugada en el Estadio Olímpico de Radès el 14 de febrero de 2004, los finalistas del torneo fueron la selección local de Túnez y la selección de Marruecos. El partido acabó 2 a 1 a favor de los tunecinos obteniendo de esta forma su primer título continental, esto luego de haber perdido las finales de las ediciones de 1965 y 1996.

## Enfrentamiento
| Bandera de Túnez | vs. | Bandera de Marruecos |
| Túnez 2          | vs. | Marruecos 1          |
| ---------------- | --- | -------------------- |

## Camino a la final
| Equipo          | Pts. | PJ | PG | PE | PP | GF | GC | Dif |
| --------------- | ---- | -- | -- | -- | -- | -- | -- | --- |
| Túnez           | 7    | 3  | 2  | 1  | 0  | 6  | 2  | 4   |
| Guinea          | 5    | 3  | 1  | 2  | 0  | 4  | 3  | 1   |
| Ruanda          | 4    | 3  | 1  | 1  | 1  | 3  | 3  | 0   |
| R. D. del Congo | 0    | 3  | 0  | 0  | 3  | 1  | 6  | -5  |

| Equipo    | Pts. | PJ | PG | PE | PP | GF | GC | Dif |
| --------- | ---- | -- | -- | -- | -- | -- | -- | --- |
| Marruecos | 7    | 3  | 2  | 1  | 0  | 6  | 1  | 5   |
| Nigeria   | 6    | 3  | 2  | 0  | 1  | 6  | 2  | 4   |
| Sudáfrica | 4    | 3  | 1  | 1  | 1  | 3  | 5  | -2  |
| Benín     | 0    | 3  | 0  | 0  | 3  | 1  | 8  | -7  |

## Partido
| 1          | Guardameta     | Ali Boumnijel      |     |
| 3          | Defensa        | Karim Haggui       |     |
| 6          | Defensa        | Hatem Trabelsi     |     |
| 15         | Defensa        | Radhi Jaïdi        |     |
| 20         | Defensa        | José Clayton       |     |
| 8          | Centrocampista | Mehdi Nafti        | 46' |
| 13         | Centrocampista | Riadh Bouazizi     |     |
| 14         | Centrocampista | Adel Chedli        |     |
| 18         | Centrocampista | Selim Benachour    | 57' |
| 5          | Delantero      | Ziad Jaziri        | 71' |
| 11         | Delantero      | Francileudo Santos |     |
| Entrenador | Entrenador     | Roger Lemerre      |     |

| 1          | Guardameta     | Khalid Fouhami    |     |
| 2          | Defensa        | Walid Regragui    |     |
| 3          | Defensa        | Akram Roumani     | 74' |
| 4          | Defensa        | Abdeslam Ouaddou  |     |
| 5          | Defensa        | Talal El Karkouri |     |
| 6          | Defensa        | Noureddine Naybet |     |
| 8          | Centrocampista | Abdelkarim Kissi  |     |
| 15         | Centrocampista | Youssef Safri     | 63' |
| 16         | Delantero      | Youssef Mokhtari  |     |
| 17         | Delantero      | Marouane Chamakh  |     |
| 20         | Delantero      | Youssouf Hadji    | 87' |
| Entrenador | Entrenador     | Ezaki Badou       |     |

| 12 | Centrocampista | Jawhar Mnari    | 46' |
| 10 | Centrocampista | Kaies Ghodhbane | 57' |
| 7  | Delantero      | Imed Mhedhebi   | 71' |

| 11 | Delantero | Mohamed El Yaagoubi | 63' |
| 7  | Delantero | Jaouad Zairi        | 74' |
| 9  | Delantero | Nabil Baha          | 87' |

| Amonestado | 60' | Ziad Jaziri |

| Amonestado | 22' | Akram Roumani     |
| Amonestado | 77' | Noureddine Naybet |
| Amonestado | 90' | Walid Regragui    |

| Anotado | 5'  | Francileudo Santos | 1-0 |
| Anotado | 52' | Ziad Jaziri        | 2-1 |

| Anotado | 38' | Youssef Mokhtari | 1-1 |

| Árbitro | Falla Ndoye |

| 1          | Guardameta     | Ali Boumnijel      |     |
| 3          | Defensa        | Karim Haggui       |     |
| 6          | Defensa        | Hatem Trabelsi     |     |
| 15         | Defensa        | Radhi Jaïdi        |     |
| 20         | Defensa        | José Clayton       |     |
| 8          | Centrocampista | Mehdi Nafti        | 46' |
| 13         | Centrocampista | Riadh Bouazizi     |     |
| 14         | Centrocampista | Adel Chedli        |     |
| 18         | Centrocampista | Selim Benachour    | 57' |
| 5          | Delantero      | Ziad Jaziri        | 71' |
| 11         | Delantero      | Francileudo Santos |     |
| Entrenador | Entrenador     | Roger Lemerre      |     |

| 1          | Guardameta     | Khalid Fouhami    |     |
| 2          | Defensa        | Walid Regragui    |     |
| 3          | Defensa        | Akram Roumani     | 74' |
| 4          | Defensa        | Abdeslam Ouaddou  |     |
| 5          | Defensa        | Talal El Karkouri |     |
| 6          | Defensa        | Noureddine Naybet |     |
| 8          | Centrocampista | Abdelkarim Kissi  |     |
| 15         | Centrocampista | Youssef Safri     | 63' |
| 16         | Delantero      | Youssef Mokhtari  |     |
| 17         | Delantero      | Marouane Chamakh  |     |
| 20         | Delantero      | Youssouf Hadji    | 87' |
| Entrenador | Entrenador     | Ezaki Badou       |     |

| 12 | Centrocampista | Jawhar Mnari    | 46' |
| 10 | Centrocampista | Kaies Ghodhbane | 57' |
| 7  | Delantero      | Imed Mhedhebi   | 71' |

| 11 | Delantero | Mohamed El Yaagoubi | 63' |
| 7  | Delantero | Jaouad Zairi        | 74' |
| 9  | Delantero | Nabil Baha          | 87' |

| Amonestado | 60' | Ziad Jaziri |

| Amonestado | 22' | Akram Roumani     |
| Amonestado | 77' | Noureddine Naybet |
| Amonestado | 90' | Walid Regragui    |

| Anotado | 5'  | Francileudo Santos | 1-0 |
| Anotado | 52' | Ziad Jaziri        | 2-1 |

| Anotado | 38' | Youssef Mokhtari | 1-1 |

| Árbitro | Falla Ndoye |

|                  |
| Bandera de Túnez |
| Campeón Túnez    |
| 1.er título      |